# Symphonie no 4 de Schubert
Tragique
Pour les articles homonymes, voir Symphonie no 4.
La quatrième symphonie en ut mineur D. 417, baptisée « tragique » par l'auteur même, est une œuvre du compositeur autrichien Franz Schubert, composée en 1816, à l'âge de 19 ans.

## Historique
Elle a été écrite un an après sa troisième symphonie dans le courant du mois d'avril 1816. Selon la note de Schubert à la fin de la partition, la symphonie a été terminée le 27 avril 1816. Au moment de la composition de la symphonie, Schubert travaillait comme « Schulgehülfe » à l'école de son père à Vienne et postulait mais sans succès malgré l'appui de son ancien professeur Antonio Salieri, à un poste d'enseignant de musique à Ljubljana. À la même époque Schubert avait reçu sa première commission pour la commande de la cantate « Prométhée » aujourd'hui perdue, écrite pour la fête du professeur de science politique Heinrich Joseph Watteroth, cantate qui avait reçu un bon accueil.
En écrivant pour la première fois une symphonie dans une tonalité mineure, Schubert satisfaisait une aspiration profonde. Son appellation, donnée par le musicien lui-même, est en rapport avec l'atmosphère de l'œuvre (la première symphonie écrite en mineur, et la seule, mise à part son inachevée), qui contraste avec les trois précédentes.
La première eut lieu à Leipzig le 19 novembre 1849, soit précisément 21 ans après la mort du musicien , sous la direction de August Ferdinand Riccius, dans le cadre d'un concert organisé par la société de musique Euterpe.
Le 2 décembre 1860 a eu lieu dans la Redoutensaal à Vienne un concert dirigé par Johann von Herbeck, qui comprenait les deux premiers mouvements de la Symphonie nº 4, le troisième mouvement de la Symphonie no 6'' et le finale de la Symphonie no 3.
La symphonie a été publiée en 1884 dans le cadre de l'édition complète de toutes les symphonies de Schubert par l'éditeur Breitkopf & Härtel et sous la direction de Johannes Brahms. Brahms estimait que les symphonies dites de jeunesse de Schubert n'avaient aucune grande valeur artistique et était d'avis, « qu'elles ne devaient pas être publiées, mais seulement conservées avec piété et peut-être rendues accessibles grâce à des copies ».
Antonín Dvořák a été en son temps l'un des rares admirateurs des premières symphonies de Schubert, dans lesquelles, il reconnaissait la personnalité de Schubert - en dépit de l'influence de Haydn et de Mozart - dans le « caractère des mélodies », dans la « progression harmonique » et dans les « nombreux détails exquis de l'orchestration ».
Composée de 94 feuillets grand-format, la partition est maintenant en possession de la Société philharmonique de Vienne.

## Structure
L'œuvre comprend quatre mouvements et son exécution demande environ une demi-heure.
1. Adagio molto – Allegro vivace
2. Andante
3. Menuetto : allegretto vivace
4. Allegro

Durée : environ 30 minutes

## Orchestration
| Instrumentation de la Quatrième symphonie                                     |
| Cordes                                                                        |
| premiers violons, seconds violons, altos, violoncelles, contrebasses          |
| Bois                                                                          |
| 2 flûtes, 2 hautbois, 2 clarinettes en si bémol, 2 bassons                    |
| Cuivres                                                                       |
| 4 cors (en la bémol, en mi bémol, en ut), 2 trompettes (en mi bémol et en ut) |
| Percussions                                                                   |
| timbales                                                                      |